# Sophie Sthamer-Prell
Sophie Sthamer-Prell (* 22. Oktober 1855 auf Gut Groß-Weeden; † 22. Mai 1940 in Dresden) war eine deutsche Porträtmalerin.

## Leben und Werk
Sophie Sthamer-Prell wuchs in Kiel in großbürgerlichen Verhältnissen auf. Ihr Stiefvater Wilhelm Seelig war Professor für Nationalökonomie und Reichstagsabgeordneter, ihre Mutter Henriette Seelig rief eine Webschule ins Leben. Ersten Unterricht erhielt sie bei dem Architekturmaler Heinrich Heger. Auf Empfehlung der Berliner Akademiedirektors Anton von Werner besuchte sie seit 1873 in Berlin das Privatatelier von Carl Steffeck, 1875 wechselte sie zu Karl Gussow. 1880 reiste sie mit der Malerin Julie Ploos van Amstel nach Paris und besuchte die Malschule von Émile Auguste Carolus-Duran und Jean-Jacques Henner. 1880 stellte sie im Pariser Salon aus und erhielt den Besuch des ihr menschlich zugetanen Kunsthistorikers Karl Justi. Sie schrieb Feuilletons für die Kieler Zeitung und begann ihre Laufbahn als Porträtmalerin mit Bildnissen von Klaus Groth und Friedrich VIII. von Schleswig-Holstein, dem Vater von Kaiserin Auguste Viktoria. 1882 bis 1884 hielt sie sich mit ihrer Freundin Martha Kuntze in Italien auf. 1886 heiratete sie den Maler und späteren Dresdner Akademieprofessor Hermann Prell und gab die Malerei auf Wunsch ihres Mannes auf. Ein Konvolut von 36 Werken aus dem Nachlass von Hermann Prell kam 1962 als Schenkung an die Galerie Neue Meister in Dresden.

## Nachweise
1. ↑  Bärbel Pusback: Mutter-Tochter-Beziehungen in einer bildungsbürgerlichen Familie in der zweiten Hälfte des 19. Jahrhunderts. In: Alexandra Lutz (Hg.): Geschlechterbeziehungen in der Neuzeit (= Studien zur Wirtschafts- und Sozialgeschichte Schleswig-Holsteins. Band 40), Neumünster 2005, ISBN 3-529-02940-8, S. 193–245.
2. ↑  Ernst Schlee: Die Kieler Webschule des Schleswig-Holsteinischen Vereins zur Förderung der Kunst und Hausweberei, in: Nordelbingen Bd. 79, 2010, S. 117–163
3. ↑  Carl Justi: Moderne Irrtümer, Briefe und Aphorismen, Berlin 2012, ISBN 9783882218633, S. 43–46.

| Personendaten    | Personendaten           |
| ---------------- | ----------------------- |
| NAME             | Sthamer-Prell, Sophie   |
| KURZBESCHREIBUNG | deutsche Porträtmalerin |
| GEBURTSDATUM     | 22. Oktober 1855        |
| GEBURTSORT       | Gut Groß-Weeden         |
| STERBEDATUM      | 22. Mai 1940            |
| STERBEORT        | Dresden                 |